# Distrito de Acocro
El Distrito de Acocro es uno de los dieciséis distritos que conforman la Provincia de Huamanga, ubicada en el Departamento de Ayacucho, (Perú).

## Historia
El distrito fue creado mediante Ley de creación n.º 15232, del 23 de noviembre de 1964, en el gobierno del presidente Fernando Belaúnde Terry.

## Autoridades

### Municipales
- 2019 - 2022[3]
  - Alcalde: Tomas Gregorio Cabrera Risco, de Qatun Tarpuy.
  - Regidores:

  1. Francisco Badajos Vega (Qatun Tarpuy)
  2. Joaquín Guillermo Huamaní García (Qatun Tarpuy)
  3. Tomas Gómez Dipaz (Qatun Tarpuy)
  4. Liliana Dipaz Hinostroza (Qatun Tarpuy)
  5. Hugo Paullo Bautista (Acción Popular)

### Alcaldes
| Nº | Alcalde                           | Partido                                       | Inicio del mandato | Fin del mandato |
| -- | --------------------------------- | --------------------------------------------- | ------------------ | --------------- |
| 1  | Adrián Bendezu Barrientos         | Alianza Acción Popular - Democracia Cristiana | 1967               | 1969            |
| 2  | Francisco Teodoro Gálvez Canchari | Acción Popular                                | 1975               | 1980            |
| 3  | Leoncio Bendezu Cervantes         | Acción Popular                                | 1981               | 1983            |
| 4  | Auberto Morote Enciso             | L.I. N° 17                                    | 1993               | 1995            |
| 5  | Edgar Huapaya Ayala               | L.I. Nro 11 Cambio Vecinal                    | 1996               | 1998            |
| 6  | Samuel Amador Tito Tineo          | Movimiento Independiente Vamos Vecino         | 1999               | 2002            |
| 7  | Tomas Gregorio Cabrera Risco      | Alianza Electoral Unidad Nacional             | 2003               | 2006            |
| 8  | Auberto Morote Enciso             | Partido Aprista Peruano                       | 2007               | 2010            |
| 9  | Raúl Alberto Bautista Gómez       | Alianza para el Progreso                      | 2011               | 2014            |
| 10 | Auberto Morote Enciso             | Alianza Renace Ayacucho                       | 2015               | 2018            |
| 11 | Tomas Gregorio Cabrera Risco      | MOVIMIENTO REGIONAL HATUN TARPUY AYACUCHO     | 2019               | 2020            |
| 12 | Francisco Badajos Vega            | MOVIMIENTO REGIONAL HATUN TARPUY AYACUCHO     | 2021               | EN CURSO        |